# Stictonetta naevosa
El pato pecoso, pato moteado o pato manchado (Stictonetta naevosa) es una especie de ave anseriforme de la familia Anatidae, la única del género Stictonetta y de la subfamilia  Stictonettinae. Es un pato nativo del sur Australia.

## Características
Es medianamente grande, color oscuro con manchas blanquecinas finas, se identifica fácilmente por su cabeza grande de corona puntiaguda.

## Historia natural
El pato pecoso se alimenta en aguas poco profundas, a menudo vadeando cerca del borde. Prefiere vegetación alta de pantanos.
En vuelo es rápido y sostiene su cabeza baja, pareciendo jorobado. No se vuelve rápidamente y aterriza torpemente. 
En los años secos, la Cubeta Murray y el Lago Eyre desaparecen y los patos pecosos emigran a aguas permanentes en las regiones costeras. 

## Estado de conservación
Está protegido por la ley. El problema de supervivencia más importante para el pato pecoso es probable que sea la destrucción de hábitat en lugar de la caza. Disminuyó su población en las inmensas áreas de hábitats acuáticos terrestres debido al avance de la agricultura, la salinidad de otras áreas y la succión de agua para granjas y ciudades, son sus enemigos.